# إل كوا
إل كوا هي بلدية في نيكاراغوا، ومحلية، ومدينة، تقع في جينوتيغا، بلغ عدد سكانها 58,345 نسمة وذلك حسب إحصائيات سنة 2014، تبلغ مساحتها 636.91 كيلومتر مربع، رمزها البريدي هو 66500.